# Polonia ai XXIV Giochi olimpici invernali
La Polonia ha partecipato ai XXIV Giochi olimpici invernali, che si sono svolti dal 4 al 20 febbraio 2022 a Pechino in Cina, con una delegazione composta da 57 atleti.

## Medaglie

### Medagliere per disciplina
| Sport             | Oro | Argento | Bronzo | Totale |
| ----------------- | --- | ------- | ------ | ------ |
| Salto con gli sci | 0   | 0       | 1      | 1      |
| Totale            | 0   | 0       | 1      | 1      |

### Medaglie di bronzo
| Medaglia | Nome          | Sport             | Evento                      |
| -------- | ------------- | ----------------- | --------------------------- |
| Bronzo   | Dawid Kubacki | Salto con gli sci | Trampolino normale maschile |

## Delegazione
| Sport                   | Uomini | Donne | Totale |
| ----------------------- | ------ | ----- | ------ |
| Biathlon                | 1      | 4     | 5      |
| Combinata nordica       | 2      | -     | 2      |
| Pattinaggio di figura   | 1      | 2     | 3      |
| Pattinaggio di velocità | 5      | 5     | 10     |
| Salto con gli sci       | 5      | 2     | 7      |
| Sci alpino              | 2      | 4     | 6      |
| Sci di fondo            | 4      | 5     | 9      |
| Short track             | 2      | 4     | 6      |
| Slittino                | 3      | 1     | 4      |
| Snowboard               | 2      | 3     | 5      |
| Totale                  | 27     | 30    | 57     |